# انگین اوزترک
انگین اوزترک (به ترکی استانبولی: Engin Öztürk؛ زاده ۲۸ سپتامبر ۱۹۸۶) بازیگر اهل ترکیه است. وی فارغ‌التحصیل رشته هنر و تئاتر از دانشگاه حاجت تپه آنکارا است. پدرش ترک‌تباری بلغاری است و مادرش ترک‌نژادی با اصالت روم‌ایلی است.
انگین بازیگری را در سال ۲۰۱۰ با بازی در سریال گناه فاطماگل چه بود؟ آغاز نمود و پس از مدتی در سریال سدهٔ باشکوه به ایفای نقش پرداخت. و به سرعت به شهرت رسید ، انگین اوزترک در فیلم و سریال‌های بسیاری به ایفای نقش پرداخته است.

## فیلم شناسی

### تلویزیون
- گناه فاطماگل چه بود؟ (۲۰۱۲–۲۰۱۰)
- بهزات چ. داستان کارآگاه آنکارا (۲۰۱۳–۲۰۱۲)
- سدهٔ باشکوه (۲۰۱۴–۲۰۱۳)
- در مسير زندگی‌ (۲۰۱۵–۲۰۱۴)
- قلب‌ را به‌ خاطر بسپار (۲۰۱۶–۲۰۱۵)
- جامعه اشراف (۲۰۱۶)
- قیام ارطغرل (۲۰۱۸)
- محافظ (۲۰۲۰–۲۰۱۹)
- خانه‌ای که در آن زاده شدی سرنوشت توست (۲۰۲۱–۲۰۲۰)
- پنجاه متر مربع (۲۰۲۱)

### فیلم
- چاناق قلعه: انتهای جاده (۲۰۱۳)
- ما اینجوری هستیم (۲۰۲۰)